# Bertha Klingberg

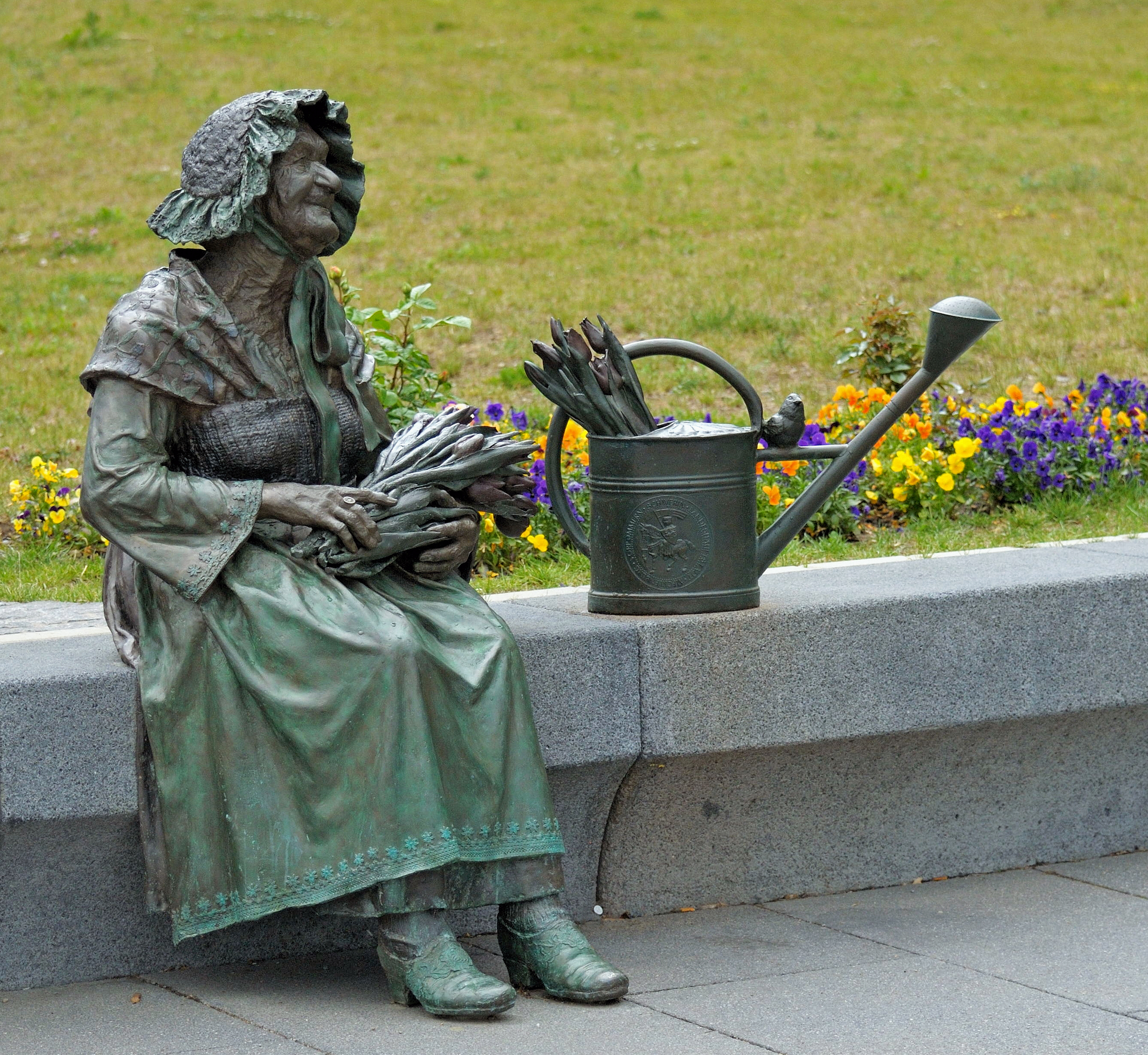
Im Juni 2010 aufgestellte Skulptur am Burgseeufer in Schwerin

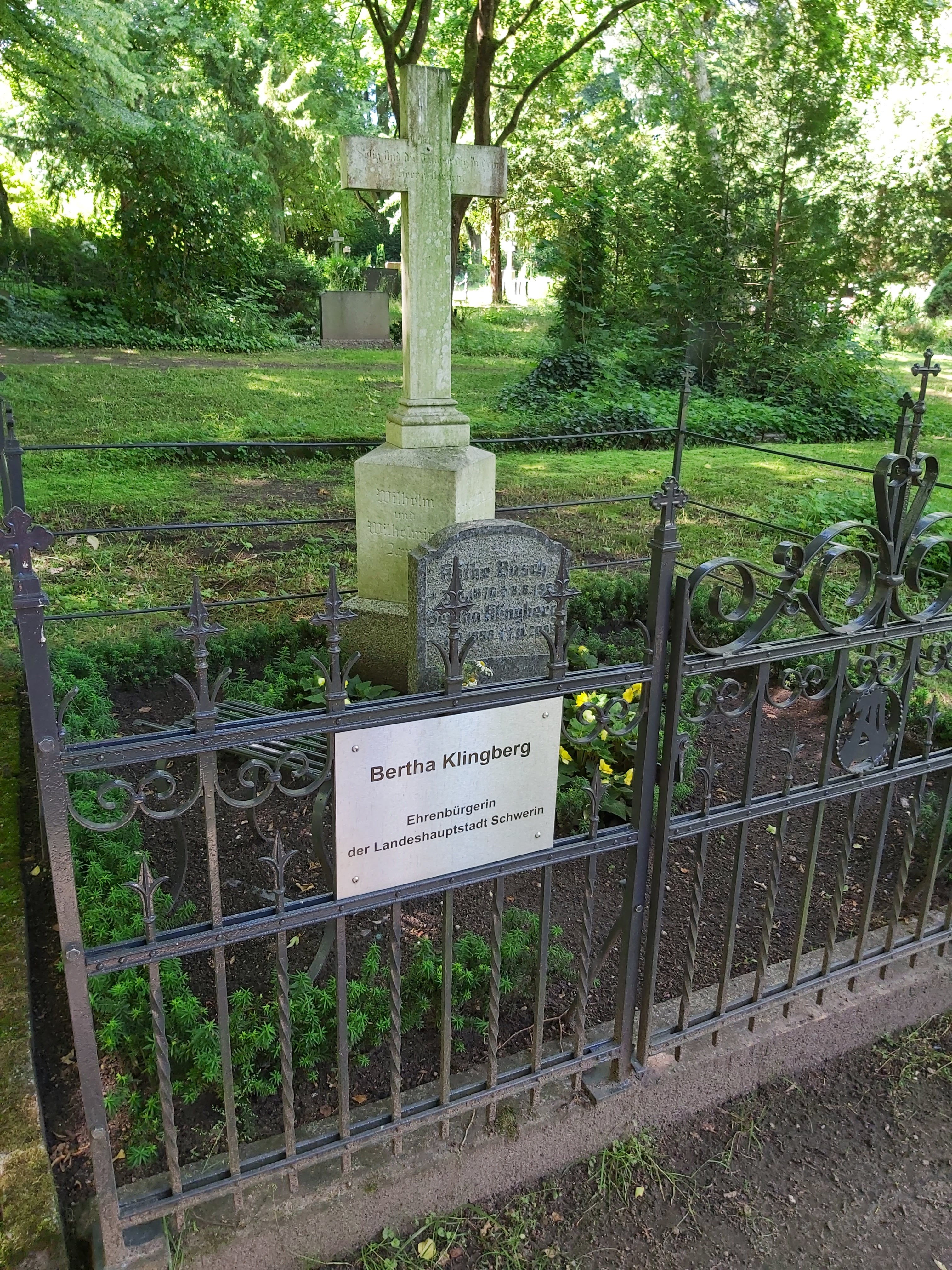
Grab – Alter Friedhof in Schwerin

Bertha Klingberg (* 21. Oktober 1898 in Hamburg; † 7. November 2005 in Schwerin) war eine Blumenbinderin und Ehrenbürgerin der Stadt Schwerin.

## Lebenslauf
Bertha Klingberg wurde in Hamburg geboren, wuchs jedoch bei ihren Großeltern in Bützow, im heutigen Mecklenburg-Vorpommern, auf. Schon früh entdeckte sie ihre Liebe zur Natur. Im Alter von 14 Jahren begann sie eine Blumenbinderlehre in Rostock. Der Tod ihres Mannes im Ersten Weltkrieg verschlug Bertha Klingberg und ihren Sohn nach Schwerin. Nach Kriegsende verdiente sie ihren Lebensunterhalt als Blumenfrau auf dem Schweriner Schlachtermarkt. Stets trug sie hierbei eine traditionelle Rehnaer Tracht, welche zu ihrem Status als echtes „Original“ beitrug. Von den Schwerinern wurde sie liebevoll nur die „Blumenfrau“ genannt. Im Jahr 1990 sammelte sie, mittlerweile im Alter von 91 Jahren, in Schwerin 17.000 Unterschriften für die Ernennung ihrer geliebten Stadt zur Landeshauptstadt Mecklenburg-Vorpommerns. Aufgrund dieser Leistung erhielt sie 1993 als erste und bisher einzige den Ehrenring der Landeshauptstadt Schwerin. 2002 wurde sie von der Stadtvertretung zur Ehrenbürgerin Schwerins ernannt. Am 7. November 2005 verstarb Bertha Klingberg in einem Schweriner Pflegeheim im Alter von 107 Jahren.

## Auszeichnungen und Würdigungen
- Ehrenring der Landeshauptstadt Schwerin (1993)
- Ehrenbürgerschaft der Landeshauptstadt Schwerin (2002)

Anlässlich der Bundesgartenschau 2009 wurde der umgestaltete Platz am Südufer des Burgsees in Schwerin nach Bertha Klingberg benannt. Auf ihm erinnert eine Tafel an die Ehrenbürgerin. Am 2. Juni 2010 wurde eine von Bernd Streiter gefertigte, lebensgroße Bronzestatue am Rand des Platzes aufgestellt.